# Lyssa hector
Lyssa hector är en fjärilsart som beskrevs av Walker 1856. Lyssa hector ingår i släktet Lyssa och familjen Uraniidae. Inga underarter finns listade i Catalogue of Life.